# 9265 Ekman
9265 Ekman este un asteroid din centura principală de asteroizi.

## Descriere
9265 Ekman este un asteroid din centura principală de asteroizi. A fost descoperit pe 2 septembrie 1978 la Observatorul La Silla de Claes-Ingvar Lagerkvist. El prezintă o orbită caracterizată de o semiaxă mare de 2,23 ua, o excentricitate de 0,17 și o înclinație de 4,0° în raport cu ecliptica.